# MCW Metrocab
Il Metrocab è un'autovettura di tipo taxi prodotta dall’azienda inglese Metro Cammell Weymann (MCW) a partire dal 1987.
È stato il diretto concorrenti dei famosi black cab londinesi prodotti dalla London Taxis International.
Durante il corso degli anni i diritti di produzione sono stati venduti e acquisiti da varie aziende automobilistiche: la MCW infatti li vendette alla Reliant che a sua volta vendette tutto il business alla Hooper. Dal 2000 la proprietà appartiene alla holding Kamkorp che ha prodotto la vettura fino al 2006.
Una nuova generazione di taxi Metrocab di tipo ibrido range extended venne presentata nel fine 2013 sviluppata da Kamkorp e Frazer Nash tuttavia ancora non entrata in produzione.

## Storia
La Weymann's Ltd e successivamente la Metro-Cammell-Weymann (MCW) avevano costruito il taxi Beardmore Mk 7 fino al 1966 e già prima dell’uscita di produzione del modello era allo studio un erede; inizialmente si pensò ad un profondo restyling della Beardmore al fine di realizzarne la Mk 8 ma a causa del progetto di base già datato si iniziò a valutare la creazione di una vettura totalmente nuova e al passo con in tempi.
Durante i primi studi di fattibilità i vertici della MCW imposero ai progettisti per il nuovo modello di contenere soprattutto i costi di produzione e di poter realizzare una vettura che avesse un prezzo abbordabile e bassi costi di manutenzione in modo da poter andare maggiormente incontro alla clientela in vista dei volumi produttivi comunque contenuti e limitati all’uso nel Regno Unito. Prima di tutto venne studiato un abitacolo molto spazioso fino a sette posti con ampia vetratura per facilitare le manovre, la carrozzeria doveva essere in vetroresina per rendere il corpo vettura più leggero e le riparazioni più semplici.
Dopo quattro anni, nel 1970 vennero progettati e costruiti i primi prototipi che vennero sottoposti ai collaudi sulle strade pubbliche di Londra; per la vettura venne scelto il nome Metrocab per mantenere una continuità con la restante produzione della MCW (composta dal Metrobus e dal Metropolitan). La carrozzeria era totalmente inedita, realizzata in vetroresina e dal disegno spigoloso seguendo le tendenze degli anni settanta e che richiamerà il modello che entrerà in produzione. La fanaleria era la stessa della Ford Cortina seconda serie mentre la trasmissione e il cambio erano gli stessi del Transit, il motore era il Perkins 4.108 diesel ereditato dalla vecchia Beardmore Mk 7, l’impostazione era di una due volumi con abitacolo notevolmente spazioso che potesse permettere l’ingresso anche di una sedia a rotelle. Rispetto all’Austin FX4, unica concorrente, la vettura era più compatta ma molto più leggera e spaziosa.
A causa della crisi finanziaria che colpi la MCW il progetto venne abbandonato e solo dopo oltre 10 anni venne ripreso con l’intento di portarlo in produzione; il segmento dei black-cab dopo l’uscita di scena della BeardMore Mk7 era praticamente monopolizzato dalla Austin FX4 e la MCW si decise quindi a rimodernare il progetto per adattarlo alle nuove normative in materia di sicurezza nonché alle nuove tendenze nel settore. La MCW assunse come capo del progetto Geoff Chater, ex ingegnere della Carbodies (azienda che produceva l’Austin FX4).

### Debutto del Metrocab
Il nuovo Metrocab definitivo era pronto nel 1986 e dopo i collaudi su strada debutta ufficialmente nel 1987. Le principali modifiche riguardano soprattutto l’estetica che evolve il design originale pur rimanendo spigoloso. La carrozzeria sempre in vetroresina con scheletro in acciaio è più grande e lunga e veniva prodotta dalla Reliant, il muso è inedito e adotta la fanaleria della Ford Granada seconda serie mentre nella coda sono stati adottati gli stessi fanali della Escort Cabrio. Il motore è il quattro cilindri 2.5 litri Ford 425 diesel erogante 68 cavalli con la trasmissione ereditata dal Transit. Il pianale è a longheroni ribassato per facilitare l’accesso all’abitacolo, la trazione è posteriore. Il cambio di origine Ford è un manuale a 5 rapporti o un automatico a 4 rapporti. L’interno presenta una plancia molto più curata e avvolgente rispetto al prototipo, con la strumentazione e i comandi ereditati dai modelli Austin Montego e Maestro (molto popolari all’epoca nel Regno Unito). Erano disponibili tre versioni al lancio con abitacolo a cinque, sei e sette posti a sedere. La produzione venne avviata nello stabilimento MCW di Solihull (Birmingham) in modo quasi artigianale al ritmo di 8 veicoli a settimana.

### Reliant Metrocab
Nel 1989 la MCW entrò in crisi e cedette i diritti di produzione alla Reliant. Quest’ultima spostó la produzione nel proprio stabilimento di Tamworth (Regno Unito) dove già produceva le scocche del Metrocab, le uniche modifiche furono nel marchio Reliant sulla calandra al posto del logo MCW a caratteri cubitali.

### Hooper Metrocab
Nel 1991 la Reliant vendette lo stabilimento e tutte le linee di produzione alla carrozzeria Hooper; quest’ultima inizió a lavorare a importante modofiche per adeguare la vettura alle nuove norme in materia di sicurezza. Nel 1992 venne lanciato il modello aggiornato che portava al debutto i quattro freni a disco e nuove finiture sia interne che esterne.

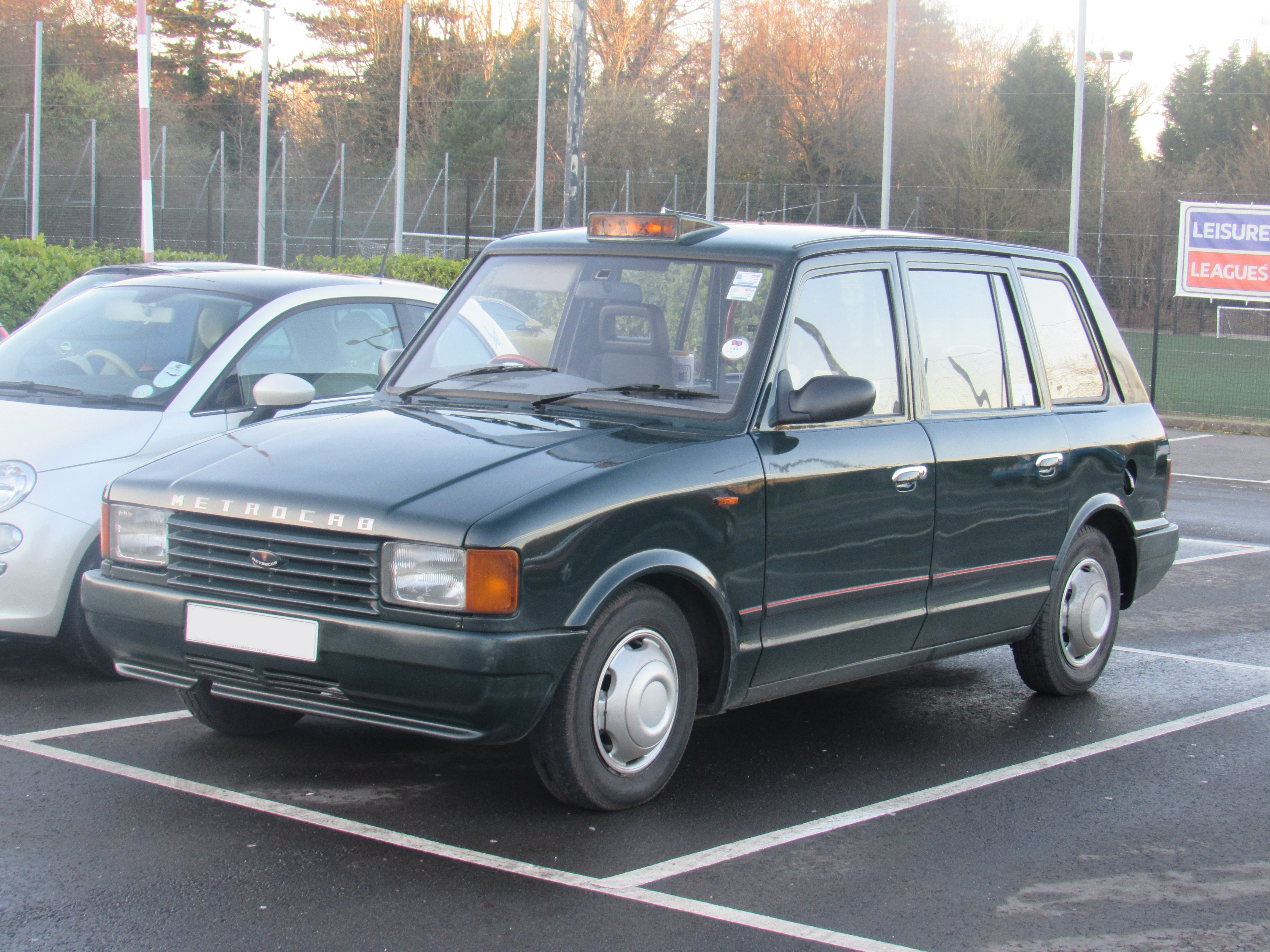
Metrocab Series III

Nel 1995 debuttó il Metrocab Serie II che presentava nuovi paraurti anteriori e posteriori, nuovi sedili e divano posteriore, nuovi fanali e assetto completamente rivisto più sospensioni più confortevoli, sterzo più preciso e una dinamica di guida migliorata. Anche l’interno venne aggiornato pur mantenendo la stessa impostazione.
Nel 1997 debutta il Metrocab Series III, un aggiornamento della precedente Series II molto contenuto in cui esteticamente non vengono apportate modifiche ma vengono aggiornati gli interni con nuovi pulsanti per la plancia e alzavetri elettrici.

### Metrocab TTT

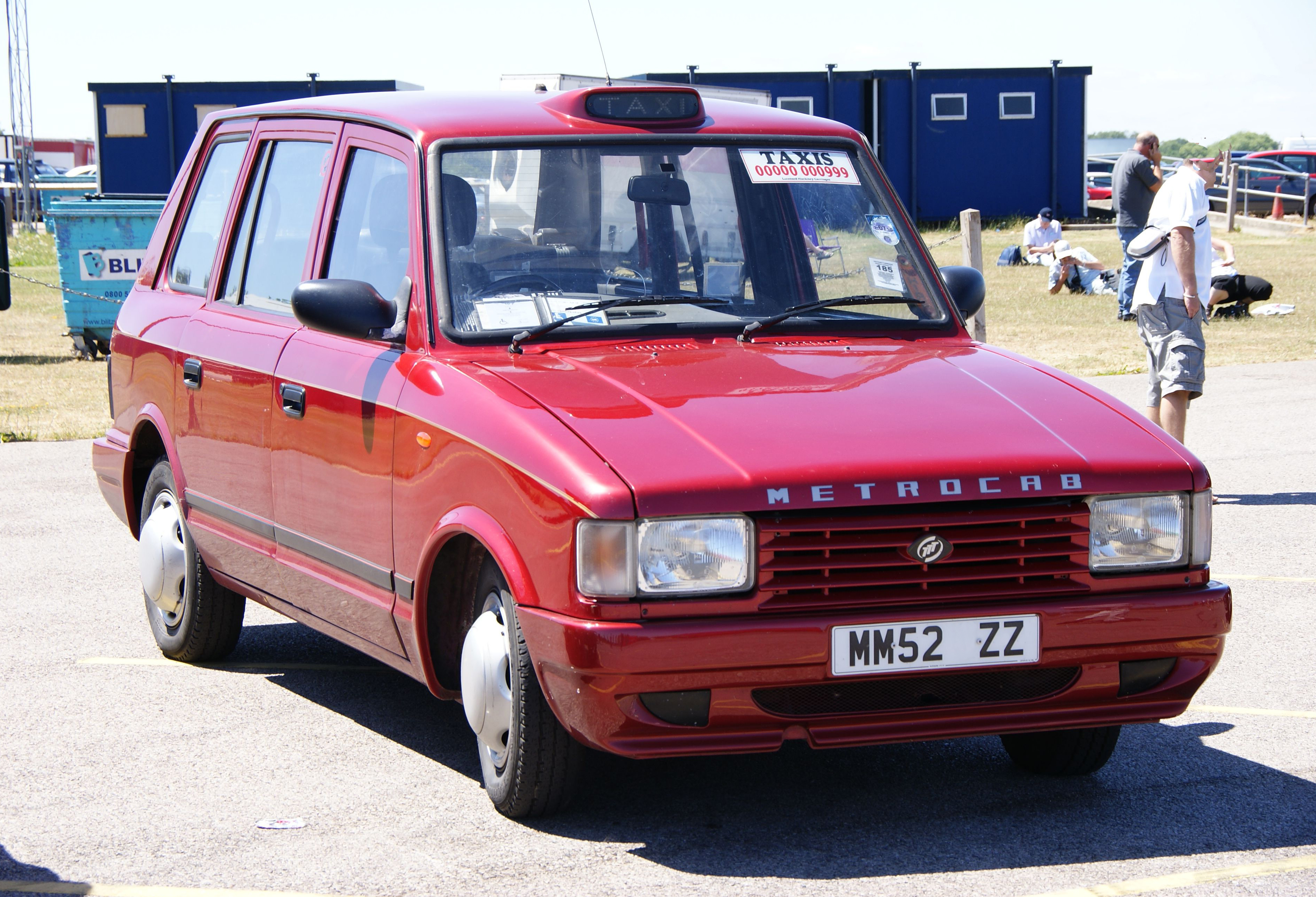
Metrocab TTT

Nel 2000 la Hooper cedette tutti i diritti di produzione e il business Metrocab alla holding Kamkorp (proprietaria anche della Frazer-Nash, azienda che si occupa di ricerca e ingegnerizzazione del campo degli autoveicoli). Nello stesso anno debutta il nuovo Metrocab TTT un restyling profondo che comporta l’adozione di circa 700 nuovi componenti; vengono introdotti nuovi paraurti e un nuovo frontale con calandra, mascherina e fanali inediti, nuovi cerchi e internamente venne aggiornata la plancia con nuove finiture in radica. Il vecchio motore Ford venne pensionato e venne introdotto il nuovo Toyota 2L-T turbodiesel quattro cilindri da 2,446 litri erogante 90 cavalli ed omologato Euro 3. Il cambio era manuale a 5 rapporti o automatico a 4 rapporti.
Le vendite della versione TTT sin dal debutto furono sotto le attese e nel 2004 la casa produttrice venne posta in amministrazione controllata. In seguito avvenne il licenziamento dei 100 operai e la produzione venne interrotta. Solo nel 2005 la produzione venne ripresa per terminare dopo 14 mesi nella fine del 2006.

## Eredità
La Kamkorp proprietaria della Metrocab tramite la sua sussidiaria Ecotive e la Frazer Nash annunció la produzione di un nuovo Metrocab presentando nel dicembre 2013 il primo prototipo, totalmente inedito e ispirato nel design ai classici taxi inglesi prodotti dalla Austin e della Beardmore negli anni 50 e 60. Il nuovo Metrocab inoltre rispondeva alle nuove omologazioni anti inquinanti inglesi che prevedevano per i taxi una motorizzazione di tipo ibrido ricaricabile con trazione elettrica per poter circolare nei centri cittadini ad emissioni zero.
La vettura disponeva di un motore a benzina 1.0 tre cilindri che fungeva da range extended alimentando due morori elettrici da 50 kW prodotti da Frazer Nash in modo da garantire la trazione solo tramite il motore elettrizzo. La batteria ai polimeri di litio possiede una capacità di 12,2 kWh. L’autonomia totale è pari a 560 km con le emissioni del motore termico pari a 65 g/km di anidride carbonica durante la fase di ricarica. Tra il 2014 e il 2015 una flotta di prototipi sono stati collaudati a Londra e grazie ad un accordo con la Multimatic e ad aiuti statali venne varato il progetto per la costruzione di un nuovo stabilimento a Coventry per poter produrre il nuovo Metrocab. A causa di difficoltà finanziarie però il veicolo ancora non è entrato in produzione e solo recentemente il progetto ha ricevuto 100 milioni di sterline da parte di finanziatori cinesi della Red Sun Group.